# Aleksandr Zumbierow
Aleksandr Michajłowicz Zumbierow, ros. Александр Михайлович Зумберов (ur. 20 sierpnia?/1 września 1873 w guberni tulskiej zm. ?) – rosyjski, ukraiński, a następnie ponownie rosyjski wojskowy (generał major), emigrant.

## Życiorys
W 1909 w stopniu sztabskapitana służył w 126 Rylskim Pułku Piechoty. Brał udział w I wojnie światowej. W 1915 r. awansował do stopnia kapitana, zaś w 1916 r. – podpułkownika. W 1918 r. wstąpił do nowo formowanych wojsk Białych gen. Antona Denikina. Na początku 1919 r. przeszedł do armii ukraińskiej. Otrzymał stopień pułkownika. Objął dowództwo ochrony kolejowej Równego. Następnie znalazł się pod zwierzchnością atamana Biłyńskiego. Od maja tego roku służył w sztabie Północnej Grupy Armii Czynnej Ukraińskiej Republiki Ludowej. Jesienią 1919 r. powrócił do wojsk Białych gen. A. Denikina. Służył w Korniłowskim Pułku Uderzeniowym. W listopadzie 1920 r. wraz z wojskami Białych został ewakuowany z Krymu do Gallipoli. Na emigracji zamieszkał w Bułgarii. Mianowano go generałem majorem. W 1932 r. przeniósł się do Polski. Jego dalsze losy nie są znane.